# マッスルビーナス
マッスルビーナスは、テレビ埼玉で放送されていたスポーツバラエティ番組。制作はネオプラス。2008年4月から6月まで筋肉美女-Muscle Venus-として放送した後にマッスルビーナスにリニューアルされ9月から12月まで放送されていた。また、番組内で結成されたユニット名及び、そこから派生した女子プロレスラーのユニットでもある。

## 概要
筋肉美女-Muscle Venus-では「マッスルビーナス」と呼ばれる若手女性タレント達が毎週様々なスポーツに挑戦していた。メンバーにはアイスリボン所属選手も含まれており、その1人である真琴の応援企画もあった。
番組リニューアル後のマッスルビーナスでは映画「スリーカウント」とタイアップして出演者オーディション、プロレス挑戦などの模様を放送していた。2008年11月15日の「アイスリボン19」新木場1stRING大会で合格した新人選手がプロレスデビューしている。

## 放送時間
- 毎週月曜25:00 - 25:30

## 出演者
筋肉美女-Muscle Venus-
- MC
  - 石井里佳
  - 天野勇剛
- マッスルビーナス
  - 綾奈千瑞
  - 永野由実
  - 木下ゆり
  - 鈴鼓
  - 真琴（アイスリボン）
  - 聖菜（アイスリボン）
  - りほ（アイスリボン）
- レポーター、ナレーション
  - 梶原あき

マッスルビーナス
- マッスルビーナス
  - 志田光
  - 松本都
  - 古賀祥子
  - 植田ゆう希
  - 藤本つかさ
  - 森久ともよ
  - 真悠いちこ
  - ひろせ友紀
- マッスルビーナス応援団
  - 夏目祐理
  - 香月ひな

## CD
- いつかきっと

2008年11月5日リリース。映画「スリーカウント」の主題歌。

## 放送終了後
放送終了後の2009年1月18日を以って大半のメンバーがマッスルビーナスを卒業したが残った志田光、松本都、藤本つかさはアイスリボン所属選手としてプロレス活動を継続している。「マッスルビーナス」はアイスリボンにおける3人のユニット名になった。
2011年5月25日、「アイスリボン294」で松本都が藤本つかさの持つICE×∞王座に挑戦するも敗北して退団したため、以降は藤本と志田がタッグチームとして活動していた。時折、帯広さやかとマッスル帯ーナス（マッスルオビーナス）を組むこともある。
2012年、アイスリボン選手代表の、さくらえみが退団したため、マッスルビーナスが中核をなしている。藤本が選手代表の立場を執り一方で志田は練習生のコーチを担当している。
2014年3月30日、志田がアイスリボンを退団したため、これに伴いマッスルビーナスも解散している。